# Championnat du Kazakhstan de football 2010
Navigation
Premier-Liga 2009 Premier-Liga 2011
La saison 2010 de Premier-Liga kazakhe est la dix-neuvième édition de la première division kazakhe.
Lors de cette saison, le FK Aktobe, triple tenant du titre, va tenter de conserver son titre de champion face aux 11 meilleurs clubs kazakhs lors d'une série de matchs se déroulant sur toute l'année.
Les douze clubs participants au championnat sont confrontés à deux reprises aux onze autres. À noter qu'à partir de cette saison, le championnat est passé de 14 à 12 clubs.
Trois places sont qualificatives pour les compétitions européennes, la quatrième place étant celles du vainqueur de la Coupe du Kazakhstan 2009.

## Qualifications en coupe d'Europe
À l'issue de la saison, le champion se qualifiera pour le 2e tour de qualification des champions de la Ligue des champions 2011-2012.
Alors que le vainqueur de la Coupe du Kazakhstan prendra la première des trois places en Ligue Europa 2010-2011, les deux autres places reviendront au deuxième et au troisième du championnat, qualifié pour le premier tour de qualification. Aussi si le vainqueur de la coupe fait partie des trois premiers, les places sont décalées et la dernière place revient au finaliste de la coupe. Si ce dernier club fait lui-même partie des trois premiers, la dernière place revient au quatrième du championnat.

## Les 14 clubs participants
| \| FK Aktobe Akzhayik Oural FK Atyrau Irtych Pavlodar Kaïrat Almaty Lokomotiv Astana Okjetpes Kokchetaou Ordabasy Chymkent Shakhtyor Karagandy FK Taraz Tobol Koustanaï Zhetysu Taldykorgan \| Localisation des clubs engagés dans le championnat. |
| FK Aktobe Akzhayik Oural FK Atyrau Irtych Pavlodar Kaïrat Almaty Lokomotiv Astana Okjetpes Kokchetaou Ordabasy Chymkent Shakhtyor Karagandy FK Taraz Tobol Koustanaï Zhetysu Taldykorgan                                                           |

| Club                | Stade                        | Capacité | Ville        |
| ------------------- | ---------------------------- | -------- | ------------ |
| FK Aktobe           | Aktobe Central Stadium       | 13 500   | Aktioubé     |
| Akzhayik Oural      | Stade Petr Atoyan            | 8 320    | Oural        |
| FK Atyrau           | Stade Munayshy               | 8 660    | Atyraou      |
| Irtysh Pavlodar     | Pavlodar Central Stadium     | 15 000   | Pavlodar     |
| Kaïrat Almaty       | Almaty Central Stadium       | 26 242   | Almaty       |
| Lokomotiv Astana    | Astana Arena                 | 30 000   | Astana       |
| Okjetpes Kokchetaou | Stade Okjetpes               | 6 000    | Kokchetaou   |
| Ordabasy Chymkent   | Stade Kazhimukan Munaitpasov | 37 000   | Chymkent     |
| Shakhtyor Karagandy | Stade Shakhtyor              | 19 000   | Karaganda    |
| FK Taraz            | Taraz Central Stadium        | 12 525   | Taraz        |
| Tobol Koustanaï     | Koustanaï Central Stadium    | 8 323    | Kostanaï     |
| Zhetysu Taldykorgan | Stade Zhetysu                | 4 000    | Taldykourgan |

## Pré-Saison
- Le FC Kazakhmys, le FC Kayzar Kyzyl-Orda, le FC Kyzylzhar Petropavlovsk sont relégués en seconde division à l'issue de la saison 2009. Ils sont remplacés par le champion de la Seconde Division, le FC Kairat Almaty, qui effectue son retour dans l'élite après 1 saison d'absence. Il n'y a qu'un seul club promu directement cette saison en raison de la réduction du nombre de clubs engagés dans la Première League (de 14 à 12 équipes).
- Okzhetpes qui a terminé 11e de la saison dernière a dû disputer un match de barrage contre le 2d de la seconde division, Akzhayik pour le dernier strapontin en premier league. Et c'est Akzhayik qui l'emporte 3 buts à 2 et qui obtient sa place en premier league.
- Pendant l'inter-saison, le club de Vostok est exclu de la premier league en raison de ses importantes dettes financières permettant à Okzhetpes de conserver finalement sa place dans l'élite.

## Les moments forts de la saison
- La 1re journée est marqué d'une part, par les mauvaises conditions climatiques qui entrainent le report de deux matches (Aktobe - Atyrau et Zhetysu - Shakhtar Karagandy) et d'autre part, par la large victoire de l'Irtysh (4-1) contre le promu Akzhayik (grâce notamment à un doublé de Georgi Daskalov). Autre victoire, celle du Tobol qui bat le Taraz 1 à 0 et ce malgré l'expulsion de son gardien après 29 minutes de jeu.
- Le second week-end de la saison est marqué par la première contre-performance du champion en titre Aktobe battu 2-0 au Shakhtar Karagand, mais aussi par la confirmation de Tobol vainqueur 3-1 à Atyrau. Large victoire pour Zhetysu et le Taraz 3-0 contre le Kairat et Akzhayik. Enfin Okzhetpes aura dû attendre l'expulsion du défenseur Mikhail Rozhkov du Lokomotiv à la 59e minute pour ouvrir le score et s'imposer 2-1.
- Le Lokomotiv qui s'impose 3 à 0 contre l'Irtysh s'installe à une belle 3e place et ce grâce notamment au doublé de Igor Bugaev (seul en tête des buteurs). Le Tobol reste en tête et ce malgré le nul concédé à domicile contre le Shakhtar (0-0); ayant du jouer pendant 25 minutes à 11 contre 10 après l'expulsion de Farhadbek Irismetov puis pendant 10 minutes à 10 contre 10. Ordabasy bat le Taraz 1-0 et reste invaincu. Le champion Aktobe gagne à Zhetysu 1 à 0. L'Akzhayik et l'Atyrau se neutralisent 1-1 et ils restent aux deux dernières place.

### Classement
Le classement est établi sur le barème de points classique (victoire à 3 points, match nul à 1, défaite à 0).
En cas d'égalités pour des places à enjeux, les deux équipes jouent une rencontre d'appui sur terrain neutre.
| Rang | Équipe               | Pts | J  | G  | N  | P  | Bp | Bc | Diff |
| ---- | -------------------- | --- | -- | -- | -- | -- | -- | -- | ---- |
| 1    | Tobol Koustanaï      | 64  | 32 | 19 | 7  | 6  | 53 | 25 | +28  |
| 2    | FK Aktobe (T)        | 63  | 32 | 19 | 6  | 7  | 56 | 30 | +26  |
| 3    | Irtych Pavlodar      | 56  | 32 | 16 | 8  | 8  | 39 | 30 | +9   |
| 4    | Lokomotiv Astana (C) | 50  | 32 | 14 | 8  | 10 | 41 | 28 | +13  |
| 5    | FK Atyrau            | 44  | 32 | 13 | 5  | 14 | 36 | 44 | -8   |
| 6    | Shakhtyor Karagandy  | 41  | 32 | 11 | 8  | 13 | 32 | 30 | +2   |
|      |                      |     |    |    |    |    |    |    |      |
| 7    | Zhetysu Taldykorgan  | 49  | 32 | 13 | 10 | 9  | 36 | 26 | +10  |
| 8    | Ordabasy Chymkent    | 45  | 32 | 12 | 9  | 11 | 37 | 34 | +3   |
| 9    | FK Taraz             | 37  | 32 | 9  | 10 | 13 | 36 | 40 | -4   |
| 10   | Kaïrat Almaty (P)    | 29  | 32 | 6  | 11 | 15 | 17 | 38 | -21  |
| 11   | Akzhayik Oural (P)   | 26  | 32 | 7  | 5  | 20 | 33 | 58 | -25  |
| 12   | Okjetpes Kokchetaou  | 25  | 32 | 6  | 7  | 19 | 24 | 57 | -33  |

| Légende : Qualifications et relégations | Légende : Qualifications et relégations                                                  |
| --------------------------------------- | ---------------------------------------------------------------------------------------- |
|                                         | Ligue des champions 2011-2012 (2e tour de qualification des champions)                   |
|                                         | Ligue Europa 2011-2012 (2e tour de qualification)                                        |
|                                         | Ligue Europa 2011-2012 (1er tour de qualification)                                       |
|                                         | Relégation en Pervaja Liga Kazakhe                                                       |
|                                         | (T) : Tenant du titre 2009 (P) : Promu en 2009 (C) : Vainqueur de la Coupe du Kazakhstan |

### Matchs

#### Première phase
| Résultats (▼dom., ►ext.)                                   | AKT | AKZ | ATY | IRT | KRT | LOK | OKZ | ORD | SHA | TAR | TOB | ZHE |
| FK Aktobe                                                  |     | 4-1 | 3-0 | 0-0 | 1-0 | 1-2 | 4-1 | 1-1 | 0-1 | 2-1 | 1-3 | 2-1 |
| Akzhayik Oural                                             | 1-1 |     | 1-1 | 1-4 | 2-2 | 2-2 | 2-0 | 2-1 | 0-3 | 2-3 | 0-2 | 0-2 |
| FK Atyrau                                                  | 2-1 | 2-0 |     | 0-3 | 2-0 | 2-1 | 1-0 | 1-0 | 1-0 | 1-0 | 1-3 | 1-2 |
| Irtych Pavlodar                                            | 2-1 | 1-0 | 3-0 |     | 0-0 | 3-1 | 1-0 | 0-0 | 3-1 | 2-1 | 0-0 | 1-0 |
| Kaïrat Almaty                                              | 0-2 | 0-0 | 1-0 | 0-0 |     | 2-2 | 1-0 | 1-0 | 0-1 | 0-0 | 0-1 | 0-3 |
| Lokomotiv Astana                                           | 0-1 | 2-0 | 1-0 | 3-0 | 0-0 |     | 4-0 | 1-0 | 4-0 | 3-0 | 2-0 | 1-0 |
| Okjetpes Kokchetaou                                        | 0-1 | 0-1 | 0-6 | 2-4 | 0-1 | 2-1 |     | 3-2 | 0-1 | 2-2 | 1-3 | 0-0 |
| Ordabasy Chymkent                                          | 0-2 | 2-0 | 2-1 | 1-0 | 1-1 | 3-1 | 1-1 |     | 1-0 | 1-0 | 1-2 | 2-1 |
| Shakhtyor Karagandy                                        | 2-0 | 3-2 | 1-1 | 0-1 | 1-0 | 3-1 | 2-0 | 0-1 |     | 2-0 | 1-1 | 1-2 |
| FK Taraz                                                   | 2-2 | 3-0 | 1-2 | 1-1 | 2-1 | 1-0 | 1-2 | 0-0 | 1-5 |     | 0-1 | 2-2 |
| Tobol Koustanaï                                            | 2-1 | 3-1 | 2-2 | 4-1 | 3-1 | 0-1 | 4-0 | 2-0 | 0-0 | 1-0 |     | 0-1 |
| Zhetysu Taldykorgan                                        | 0-1 | 2-1 | 1-2 | 0-0 | 1-0 | 1-0 | 2-2 | 0-0 | 0-0 | 1-0 | 0-0 |     |
| - Victoire à domicile - Match nul - Victoire à l'extérieur |     |     |     |     |     |     |     |     |     |     |     |     |

#### Deuxième phase
| Résultats (▼dom., ►ext.)                                   | AKT | ATY | IRT | LOK | SHA | TOB |
| FK Aktobe                                                  |     | 2-0 | 1-0 | 1-1 | 2-0 | 2-0 |
| FK Atyrau                                                  | 2-5 |     | 1-2 | 0-0 | 1-1 | 0-2 |
| Irtych Pavlodar                                            | 1-3 | 1-2 |     | 0-1 | 1-0 | 2-1 |
| Lokomotiv Astana                                           | 2-2 | 2-0 | 0-1 |     | 1-1 | 0-0 |
| Shakhtyor Karagandy                                        | 0-1 | 0-1 | 1-1 | 0-1 |     | 0-1 |
| Tobol Koustanaï                                            | 2-5 | 3-0 | 4-0 | 2-0 | 1-1 |     |
| - Victoire à domicile - Match nul - Victoire à l'extérieur |     |     |     |     |     |     |

| Résultats (▼dom., ►ext.)                                   | AKZ | KRT | OKZ | ORD | TAR | ZHE |
| Akzhayik Oural                                             |     | 2-0 | 2-0 | 4-0 | 1-2 | 0-3 |
| Kaïrat Almaty                                              | 2-1 |     | 1-0 | 1-5 | 0-3 | 0-1 |
| Okjetpes Kokchetaou                                        | 1-0 | 1-1 |     | 3-1 | 0-0 | 1-0 |
| Ordabasy Chymkent                                          | 1-2 | 1-1 | 4-1 |     | 1-0 | 1-1 |
| FK Taraz                                                   | 2-0 | 0-0 | 3-1 | 1-1 |     | 1-1 |
| Zhetysu Taldykorgan                                        | 4-2 | 2-0 | 0-0 | 0-2 | 2-3 |     |
| - Victoire à domicile - Match nul - Victoire à l'extérieur |     |     |     |     |     |     |

## Statistiques

### Meilleurs buteurs
| # | Buteurs              | Clubs               | Nb de Buts |
| - | -------------------- | ------------------- | ---------- |
| 1 | Ulugbek Bakayev      | Tobol Koustanaï     | 16         |
| 2 | Nurbol Zhumaskaliyev | Tobol Koustanaï     | 15         |
| 3 | Georgi Daskalov      | Irtych Pavlodar     | 15         |
| 4 | Moses Sakyi          | Akzhayik Oural      | 14         |
| 5 | Danilo Belić         | Zhetysu Taldykorgan | 13         |
| 6 | Igor Bugaev          | Lokomotiv Astana    | 11         |
| 7 | Murat Tleshev        | FK Aktobe           | 10         |

## Bilan de la saison
| Tableau d'Honneur        |                  |
| Compétition              | Vainqueur        |
| Premier-Liga Kazakhe     | Tobol Koustanaï  |
| Coupe du Kazakhstan      | Lokomotiv Astana |
| Supercoupe du Kazakhstan | Lokomotiv Astana |

| Qualifications européennes 2011-2012   |                           |
| Ligue des champions                    | Qualifiés                 |
| 2e tour de qualification des champions | Tobol Koustanaï           |
| Ligue Europa                           | Qualifiés                 |
| 2e tour de qualification               | Lokomotiv Astana          |
| 1er tour de qualification              | FK Aktobe Irtych Pavlodar |

| Promotions et relégations        |                                    |
| Relégués en Pervaja Liga Kazakhe | Akzhayik Oural Okjetpes Kokchetaou |
| Promus de Pervaja Liga Kazakhe   | FC Vostok Kaysar Kyzyl-Orda        |